# Theodosius Dobzhansky

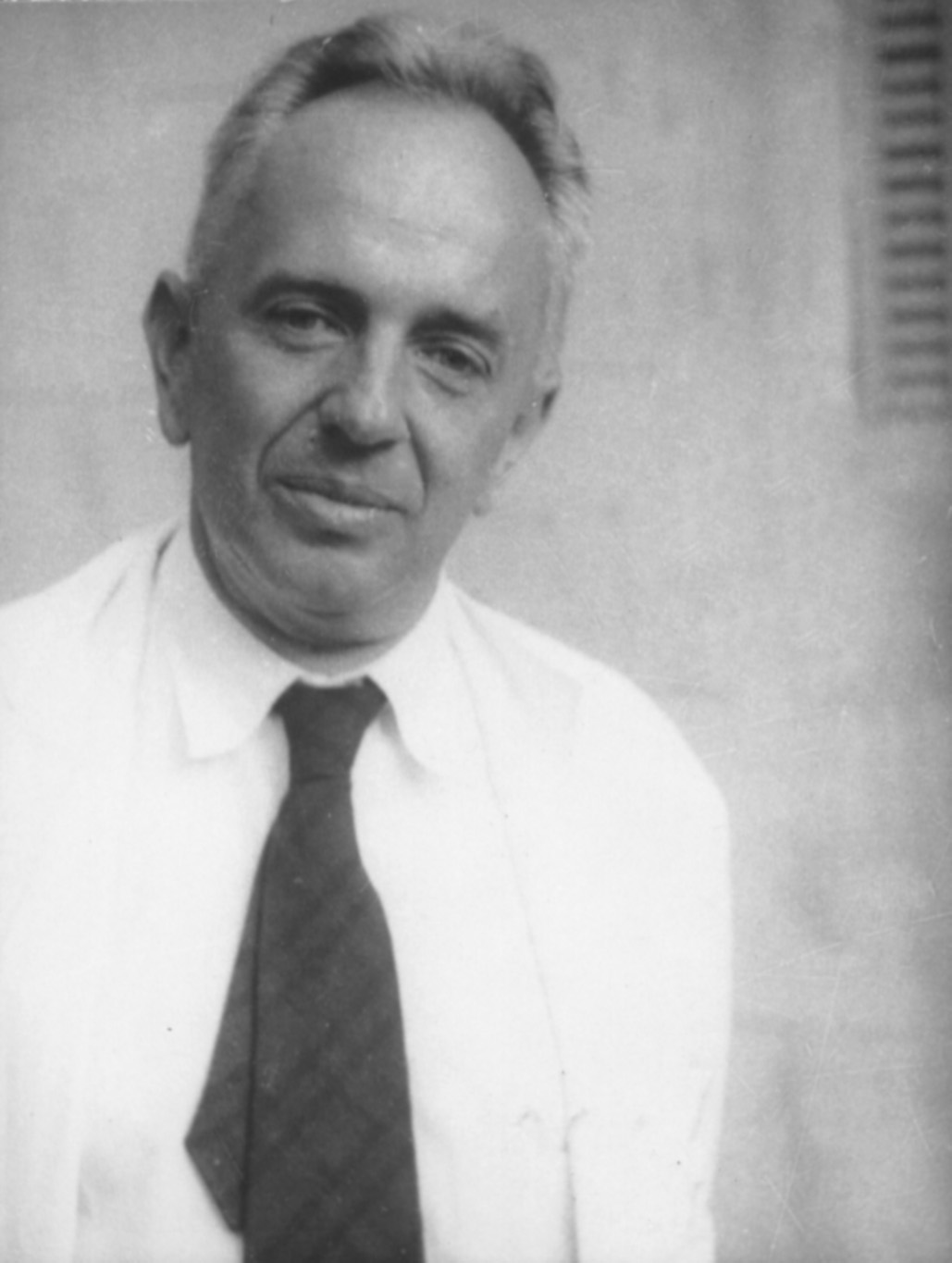
Theodosius Dobzhansky (1943)

Theodosius Dobzhansky (russisch Феодосий Григорьевич Добржанский/Feodossi Grigorjewitsch Dobrschanski; * 24. Januar 1900 in Nemirow; † 18. Dezember 1975 in San Jacinto) war ein sowjetisch-US-amerikanischer Genetiker, Zoologe und Evolutionsbiologe, der zusammen mit Ernst Mayr als einer der führenden Vertreter der synthetischen Evolutionstheorie gilt, welche die Genetik (Mendelsche Regeln) mit der Evolutionstheorie vereinigte.
Dobzhansky leistete entscheidende Beiträge zum Verständnis der biologischen Evolution und der Entstehung der Arten. Er war nicht nur ein großer Evolutionstheoretiker, sondern auch ein bedeutender Experimentator. Bekannt wurde er durch seine genetischen Forschungen über die Taufliege Drosophila melanogaster.

## Leben
Dobzhansky wurde in Nemirow, im damaligen Kaiserreich Russland, heute Ukraine, als Sohn eines Mathematiklehrers geboren. Schon früh interessierte er sich für Insekten und sammelte Motten und Schmetterlinge. Mit 12 Jahren wusste er, dass er Biologe werden wollte. Er besuchte die Universität Kiew von 1917 bis 1921. Hier beschäftigte er sich mit der Anatomie und Systematik von Marienkäfern. 1924 verlagerte er seinen Arbeitsschwerpunkt auf Fruchtfliegen (Drosophila melanogaster). 1924 heiratete er die Evolutionsbiologin Natalia (Natascha) Siwerzew. 1927 nahm er eine Stelle an der Universität Leningrad an.
Dobzhansky emigrierte 1927 mit seiner Frau in die USA, wo er im „Fliegenraum“ von Thomas Hunt Morgan an der Columbia University in New York arbeitete. Hier suchte man Gene auf Chromosomen zu lokalisieren, indem man die Häufigkeit vererbter Merkmale studierte. Dobzhansky bestrahlte Fruchtfliegen mit Röntgenstrahlen und studierte die erhöhte Chromosomenaberration mit Markierungsgenen. Die jahrelange Erfahrung im Präparieren von Käfern ermöglichte es ihm, die lineare Anordnung von Genen in Chromosomen unter dem Mikroskop zu beweisen. Von der Columbia University folgte er Thomas Hunt Morgan zum California Institute of Technology in Pasadena, Kalifornien und lehrte dort von 1930 bis 1940. Hier arbeitete er an Translokationen (Verlagerung eines Chromosomenteils innerhalb desselben Chromosoms) und an der Ausprägung des männlichen oder weiblichen Geschlechts. 1936 wurde er Professor der Zoologie. Dobzhansky wurde US-amerikanischer Staatsbürger im Jahr 1937.
1937 veröffentlichte er sein einflussreiches Werk Genetics and the Origin of Species und lieferte damit einen der Eckpfeiler der synthetischen Evolutionstheorie. Es beinhaltete neuste Erkenntnisse der theoretischen und praktischen Populationsgenetik zusammen mit den ‚neodarwinistischen’ Erkenntnissen von Ronald Fisher, Sewall Wright, und John Burdon Sanderson Haldane. Es gab einen systematischen Überblick über Variation, Selektion und Isolationsmechanismen in natürlichen Populationen. Dobzhansky definierte 1937 die Evolution als „Wechsel der Allelfrequenzen in einem Genpool“. Zusammen mit Sewall Wright konnte er zeigen, wie die Evolution ein stabiles Gleichgewicht in Populationen herstellt. Mit Ernst Walter Mayr wies er nach, dass Evolution gleichermaßen räumliche und zeitliche Umwandlung ist, die Entstehung organischer Vielfalt demnach ebenso Sache der Evolutionsbiologie ist wie die adaptiven Veränderungen innerhalb einer Stammlinie. Sein 1944 publizierter Aufsatz On species and races of living and fossil man, in dem er argumentierte, dass es zu jeder Zeit nur eine einzige, variationsreiche Art der Hominini gegeben habe, führte im Jahr 1950 dazu, dass u. a. zahlreiche bis dahin unterschiedlich benannte Fossilien in der Art Homo erectus zusammengeführt wurden.
Von 1940 bis 1962 war er Professor an der Columbia University in New York. Hier wurde er ein enger Freund des Genetikers L. C. Dunn, mit dem er einige Bücher veröffentlichte. Auch bestand ein enges Arbeitsverhältnis mit George Gaylord Simpson und Ernst W. Mayr. 1941 war Dobzhansky Präsident der Genetics Society of America. Im selben Jahr erhielt er die Daniel Giraud Elliot Medal der National Academy of Sciences. 1942 wurde er in die American Philosophical Society, 1943 in die National Academy of Sciences und 1953 in die American Academy of Arts and Sciences gewählt.
Nie zufrieden mit reiner Laborarbeit reiste Dobzhansky viel während seiner 22 Jahren an der Columbia-Universität. Er suchte Fliegen in Guatemala, Brasilien, Chile, Australien, Neuguinea, Ägypten, Indien, Indonesien und den westlichen Teilen der USA. 1962 veröffentlichte er Mankind Evolving, in welchem er die Synthese von Genetik und Evolution mit der Anthropologie und Soziologie ausweitete. 1953 wurde er für den Nobelpreis für Physiologie oder Medizin nominiert. 1959 erhielt er die Darwin-Plakette. 1960 wurde er zum Mitglied der Leopoldina gewählt und bekam den Ehrendoktor der Universität Sydney. 1967 verlieh ihm Lyndon B. Johnson die National Medal of Science. 1973 erhielt er die Benjamin Franklin Medal.
1962 nahm er eine Stelle am Rockefeller Institut (später Rockefeller University) an, die er bis zu seiner Emeritierung 1971 innehatte. 1971 wurde er außerordentlicher Professor für Genetik an der Universität von Kalifornien in  Davis.
Dobzhansky, selbst praktizierender orthodoxer Christ, übte Kritik an den Kreationisten für ihre Ablehnung der Evolutionstheorie; er kritisierte Papst Paul VI. für dessen antievolutionäre Haltung. Die vielzitierte Überschrift aus seinem Artikel in „The American Biology Teacher“ von 1973 lautet: „nothing in biology makes sense except in the light of evolution“ (deutsch: „nichts in der Biologie ist sinnvoll, außer im Lichte der Evolution betrachtet“). Darin spricht er sich dagegen aus, Schöpfungsglaube und Evolutionstheorie gegeneinander auszuspielen: „Es ist falsch, Schöpfung und Evolution als sich ausschließende Alternativen zu betrachten. Ich bin ein Kreationist und ein Evolutionist. Die Evolution ist Gottes, oder der Natur Weg der Schöpfung. Die Schöpfung ist nicht ein Ereignis, das 4004 vor Christus geschah; sie ist ein Prozess, der vor 10 Milliarden Jahren begann und immer noch unterwegs ist.“ Dobzhansky äußerte sich auch zu philosophischen Fragen (Alfred North Whitehead) und zu den sozialen Auswirkungen seiner Arbeit. Dobzhansky war ein Anhänger des Kritischen Rationalismus von Karl R. Popper.

## Seine antirassistische Position
In den 1960er-Jahren gab Dobzhansky die Rasse als anthropologische Kategorie auf. Wann immer diese Kategorie in der Geschichte verwendet wurde, sei entsetzlicher Missbrauch damit getrieben worden:

“Every person has a genotype and a life history different from any other person, be that person a member of his family, clan, race, or mankind. Beyond the universal rights of all human beings (which may be a typological notion! ), a person ought to be evaluated on his own merits.”

„Jede Person hat einen Genotyp und eine Lebensgeschichte, die sich von jeder anderen Person unterscheidet, sei es von einem Mitglied der Familie, des Clans, der Rasse oder der Menschheit. Über die universellen Rechte aller menschlichen Wesen hinaus (was eine typologische Zuschreibung sein kann!), sollte eine Person aufgrund ihrer eigenen Verdienste bewertet werten.“

Siehe auch: Geschichte der Evolutionstheorie

## Schriften (Auswahl)
- Heredity, Race and Society (1946)
- Genetics and the Origin of Species (1937, dritte Auflage 1951)
- The Biological Basis of Human Freedom (1954)
- Evolution, Genetics, and Man (1955)
- Radiation, Genes, and Man (1959)
- Mankind Evolving: The Evolution of the Human Species (1962)
- Heredity and the nature of man (1964); dt.: Vererbung und Menschenbild (1966)
- The Biology of Ultimate Concern (1967)
- Heredity, Race and Society (1968)
- Genetics of the Evolutionary Process (1970)
- Genetic Diversity and Human Equality (1973)

### Aufsätze
- On Types, Genotypes, and the Genetic Diversity in Populations. In: J. N. Spuhler (Hrsg.): Genetic Diversity and Human Behavior. Chicago: Aldine, 1967.

### Zitate
“Nothing in Biology makes sense, except in the light of evolution.”

„Nichts in der Biologie ergibt einen Sinn außer im Licht der Evolution.“